# 木村篤太郎

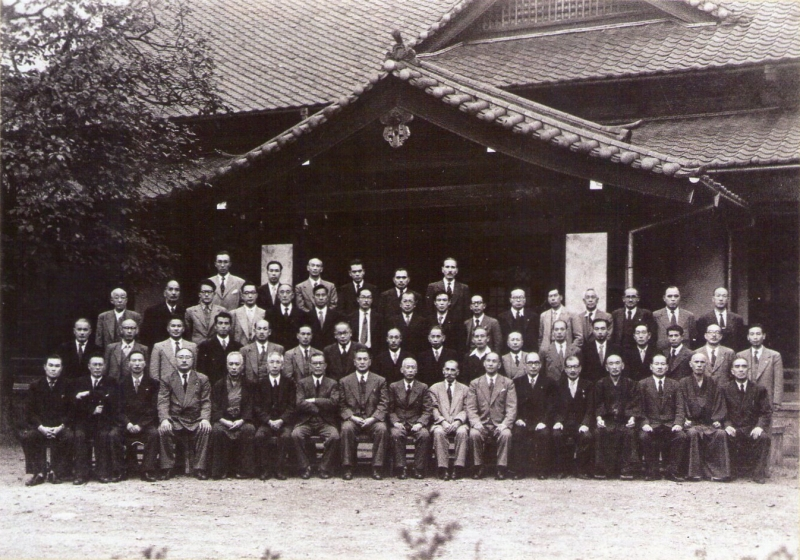
1952年（昭和27年）の全日本剣道連盟結成時。前列中央が木村篤太郎、隣は中山博道。

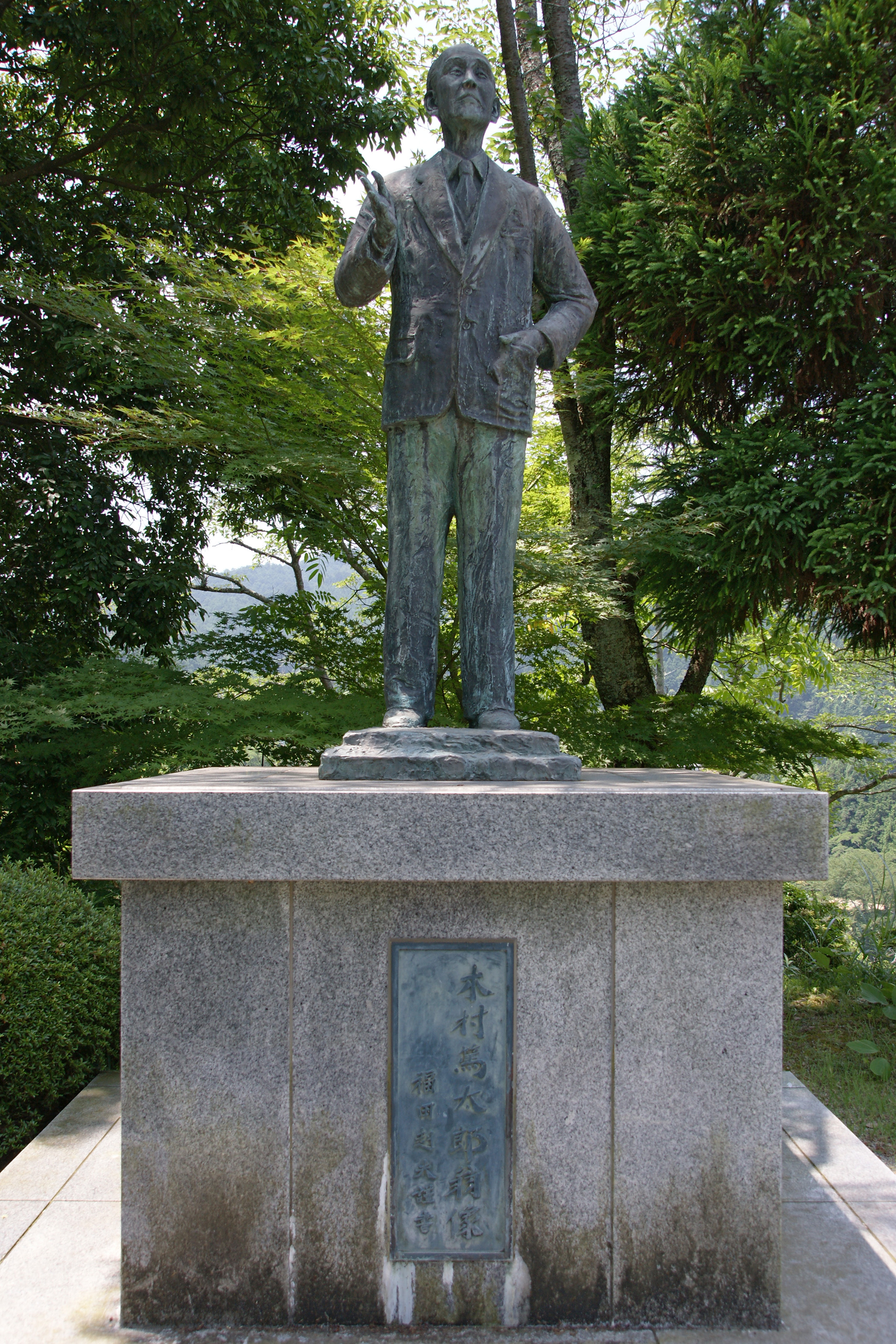
木村篤太郎翁像（正木坂剣禅道場）

木村 篤太郎（きむら とくたろう、1886年〈明治19年〉2月7日 - 1982年〈昭和57年〉8月8日）は、日本の政治家、検察官、弁護士、剣道家である。
検事総長（第19代）、第一東京弁護士会会長（第16代）、法務大臣（初代）、保安庁長官（初代）、防衛庁長官（初代）、全日本剣道連盟会長（初代）等を歴任した。

## 略歴
- 1886年（明治19年）：奈良県五條町に木村猪蔵・マスの長男として生まれる。
- 1907年（明治40年）：旧制五條中学校を経て、旧制第七高等学校造士館を卒業し、東京帝国大学法学部に入学。
- 1911年（明治44年）：東京帝国大学法学部英法科を卒業し、弁護士登録。のち帝国弁護士会理事長。
- 1941年（昭和16年）：大日本武徳会剣道部会長。
- 1946年（昭和21年）：幣原内閣の検事総長、第1次吉田内閣の司法大臣（民間人閣僚）。
- 1947年（昭和22年）：公職追放。
- 1950年（昭和25年）：追放解除[3]。
- 1951年（昭和26年）：第一東京弁護士会会長。第3次吉田第3次改造内閣の法務総裁。森田政治、梅津勘兵衛と反共抜刀隊の設立を計画。
- 1952年（昭和27年）：第3次吉田第3次改造内閣の行政管理庁長官（一時兼務）、法務大臣。第4次吉田内閣の保安庁長官。全日本剣道連盟初代会長に就任。
- 1953年（昭和28年）：第5次吉田内閣の保安庁長官、防衛庁長官。第3回参議院議員通常選挙に当選。
- 1955年（昭和30年）：裁判官訴追委員会委員。
- 1956年（昭和31年）：検察官適格審査会委員。
- 1959年（昭和34年）：第5回参議院議員通常選挙に当選。憲法調査委員会委員長。
- 1962年（昭和37年）：財団法人日本武道館副会長。
- 1967年（昭和42年）：自由民主党の院外団「自由民主党同志会」会長。
- 1974年（昭和49年）：全日本剣道連盟会長を退き名誉会長。勲一等旭日大綬章受章。
- 1982年（昭和57年）：死去（享年97）。青山葬儀所において自由民主党準党葬執行。墓所は多磨霊園[4]。
- 2003年（平成15年）：全日本剣道連盟剣道殿堂に顕彰される。

## 来歴、人物

### 政治家
太平洋戦争での日本の敗戦直後に政官界へ転じ、幣原喜重郎首相によって検事総長に登用され、続く吉田茂内閣では司法大臣として初入閣。1946年（昭和21年）11月3日に公布された日本国憲法には、首相の吉田、無任所国務大臣の幣原に続き三番目に署名した。
その後、公職追放令により公職追放されるが、追放解除程無くして第3次吉田内閣の改造時に法務府初代総裁として再入閣。法務総裁時代に治安警備状況に関する件で衆議院行政監察特別委員会に証人喚問された。さらに1953年の参院選で奈良県から参議院議員に当選し、2期務めた。
法務総裁・法務大臣としては日本共産党による暴力革命への懸念から治安対策の立案の中心となり、自ら提出した破壊活動防止法（破防法）を成立させた。1952年（昭和27年）5月1日に発生した血のメーデー事件では不信任案が提出されるものの否決され、切り抜けている。血のメーデー事件の騒乱は法務総裁室から目撃しており、取材に対して「あれは革命の予行演習」「何も知らないアメリカ人にあんな暴行を加えた如きは、独立したばかりの日本に大きな汚点を残した」と語り、事件翌日の衆議院法務委員会公聴会では、破防法さえあったら事件は起きなかったという趣旨の発言を述べた。
安保闘争当時は警察力を補うため全国の博徒、的屋、愚連隊を結集した“反共抜刀隊”計画を元大日本国粋会理事長・梅津勘兵衛に持ちかけた。この動きは梅津の死後森田政治に引き継がれ、日本国粋会の結成に繋がっている。
警察予備隊から保安隊・警備隊へと繋がる再軍備政策にも関与し、保安庁長官（自衛隊発足後は横滑りで防衛庁長官）や隊友会会長を務めた。保安庁長官時代1953年（昭和28年）6月9日、記者団に、警備5か年計画について発言し（1957年度に保安隊20万人、艦船十数万トン、航空機千数百機の再現をめざす長期防衛計画）、問題化した。翌1954年（昭和29年）に予備自衛官制度を設けた。
政界引退後は1967年（昭和42年）10月に自由民主党の院外団「自由民主党同志会」会長に就任し、死去するまでその座にあった。加えて街商組合（的屋の寄り合い）顧問の繋がりから院外団の政治活動の裏幹事的立場にもあった。

### 剣道家
高校では撃剣部（剣道部）に入部し北辰一刀流の小林定之に剣道を学んだ。勉学より剣道を優先し早朝から稽古に励んだという。2年生のとき、剣道部員7人と家を借り、寮を出て自炊生活を始める。大学でも撃剣部に属して木下寿徳、山里忠徳、中山博道の師範に学んだ。出稽古に訪れた学習院院長乃木希典の相手を務めたこともあった。
1941年（昭和16年）、大日本武徳会剣道部会長に就任。同年、中倉清ら剣道家が流派派閥を超えた剣道会を作りたいと木村に相談し、木村は快諾して『論語』から「思斉会」と名付け、自ら会長に就任した。思斉会は戦後の剣道復興に多大な貢献をもたらすこととなった。
終戦後、連合国軍最高司令官総司令部（GHQ）指令によって大日本武徳会は解散し、剣道の組織的活動は禁止され、1947年（昭和22年）5月に木村も公職追放されたが、剣道復興に尽力した。1952年（昭和27年）、禁止令が解除。同年10月14日、全日本剣道連盟発足と同時に会長に就任した。
1974年（昭和49年）、会長を退き名誉会長に就任。後任の会長は元最高裁判所長官石田和外であった。1985年、奈良県の芳徳寺正木坂剣禅道場に「木村篤太郎翁像」が建立された。
日本刀を蒐集し、国宝・重文級のものはすべて財団法人刀剣博物館に寄贈した。愛刀は長曽禰虎徹興正。高齢になっても居合の稽古を欠かさず、剣道大会で居合を演武したこともあった。

### 実業家
岳父の井上篤太郎が社長だった京王電気軌道（現・京王電鉄）の専務取締役を務めたことがある。

## 栄典
- 旧憲法下：従四位
- 1964年（昭和39年）11月3日：勲一等瑞宝章
- 1974年（昭和49年）11月3日：勲一等旭日大綬章
- 1982年（昭和57年）8月8日：正三位

## 生家
木村の生家は現在も五條市の新町通り（五條新町）に残っており、「まちや館」として勉強部屋や遺品が公開されている。

## 遺訓
- 「一源三流」という語を好んで揮毫した。
- 「浪人訓」は自由民主党同志会の標語になっている。内容は以下のとおり。

## 著書
- 卆翁百話 抜抄（1984年11月、木村篤太郎顕彰会）
- 卆翁百話―文と武の遺文（1989年10月10日、島津書房）ISBN 978-4882180210